# 野洲郡
野洲郡為過去位於日本滋賀縣南部的郡，已於2004年10月1日因無所屬町村而消失。
在1879年實施郡區町村編制法時的轄區包括現在的野洲市全部地區、守山市的大部分地區及近江八幡市西南部的部分區域。

## 歷史
過去在令制國時代屬於近江國，17世紀江戶時代後郡內大多數地區成為幕府直屬領或是旗本領地，此外也有少部分區域屬於淀藩、仁正寺藩、大溝藩、川越藩、宮津藩、狹山藩、三上藩、近江宮川藩、山上藩、前橋藩、伯太藩、仙台藩、公家領，而此地的幕府直屬領及旗本領則是由位於滋賀郡大津的大津奉行負責管理。
19世紀末明治維新後，原先的幕府直屬領及旗本領先後改隸屬大津裁判所及大津縣，其他原本屬於各藩的區域則在1871年實施廢藩置縣後，改隸屬淀縣、西大路縣、川越縣、宮津縣、吉見縣、伯太縣、宮川縣、山上縣、前橋縣；不過在僅四個月之後的府縣整併中，郡內全數區域都被併入大津縣，而大津縣又在一個月後更名為滋賀縣。
1879年實施郡區町村編製法時，正式設置近代的行政區劃「野洲郡」，並在栗太郡草津村（位於現在的草津市）設置「栗太野洲郡役所」，同時也負責管理栗太郡和野洲郡。

### 沿革

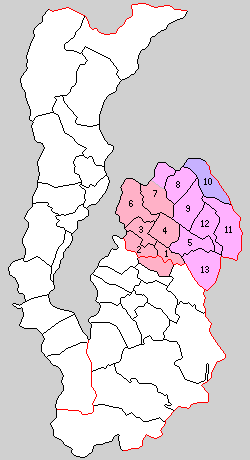
1889年野洲郡轄下的行政區劃：
1.守山村、2.小津村、3.玉津村、4.河西村、5.野洲村、6.速野村、7.中洲村、8.兵主村、9.中里村、10.北里村、11.篠原村、12.義王村、13.三上村
（紫色：現屬近江八幡市、紅色：現屬守山市、桃色：現屬野洲市）

- 1889年4月1日：實施町村制，野洲郡下設：守山村、小津村（日语：小津村 (滋賀県)）、玉津村（日语：玉津村 (滋賀県)）、河西村（日语：河西村 (滋賀県)）、野洲村（日语：野洲町）、速野村（日语：速野村）、中洲村（日语：中洲村 (滋賀県)）、兵主村（日语：兵主村）、中里村（日语：中里村 (滋賀県)）、北里村（日语：北里村 (滋賀県)）、篠原村（日语：篠原村 (滋賀県)）、義王村（日语：祇王村）、三上村（日语：三上村 (滋賀県)）。（13村）
- 1894年8月22日：義王村更名為祇王村（日语：祇王村）。
- 1898年4月1日：實施郡制（日语：郡制），郡役所設於野洲村。
- 1904年2月1日：守山村改制為守山町。[2]（1町12村）
- 1911年10月17日：野洲村改制為野洲町（日语：野洲町）。（2町11村）
- 1923年4月1日：廢除郡會和郡參事會。
- 1926年7月1日：廢除郡役所，此後郡不再作為行政區劃，只作為地名的表示。
- 1941年7月10日：守山町和栗太郡物部村（日语：物部村 (滋賀県)）合併為新設立的守山町。[2]（2町11村）
- 1942年5月20日：野洲町和三上村合併為新設立的野洲町（日语：野洲町）。（2町10村）
- 1955年1月15日：守山町、小津村、玉津村、河西村和速野村合併為新設立的守山町。[2]（2町6村）
- 1955年3月3日：北里村被併入近江八幡市。[3]（2町5村）
- 1955年4月1日：（3町1村）
  - 兵主村和中里村合併為中主町（日语：中主町）。
  - 篠原村、祇王村、野洲町合併為新設立的野洲町（日语：野洲町）。
- 1957年3月1日：中洲村被廢除，轄區分別被併入中主町和守山町。[2]（3町）
- 1970年7月1日：守山町改制為守山市，並脫離野洲郡。[2]（2町）
- 2004年10月1日：中主町和野洲町合併為野洲市[4]，並脫離野洲郡，同時野洲郡因無所屬町村而消失。

### 變遷表
| 1889年4月1日 | 1889年 - 1912年             | 1912年 - 1944年            | 1945年 - 1954年            | 1955年 - 1989年             | 1955年 - 1989年             | 1989年 - 現在                  | 現在                           |
| ------------ | --------------------------- | -------------------------- | -------------------------- | --------------------------- | --------------------------- | ------------------------------ | ------------------------------ |
| 栗太郡物部村 | 栗太郡物部村                | 1941年7月10日 合併為守山町 | 1941年7月10日 合併為守山町 | 1955年1月15日 合併為守山町  | 1970年7月1日 改制為守山市   | 1970年7月1日 改制為守山市      | 1970年7月1日 改制為守山市      |
| 守山村       | 1904年2月1日 改制為守山町   | 1941年7月10日 合併為守山町 | 1941年7月10日 合併為守山町 | 1955年1月15日 合併為守山町  | 1970年7月1日 改制為守山市   | 1970年7月1日 改制為守山市      | 1970年7月1日 改制為守山市      |
| 小津村       |                             |                            |                            | 1955年1月15日 合併為守山町  | 1970年7月1日 改制為守山市   | 1970年7月1日 改制為守山市      | 1970年7月1日 改制為守山市      |
| 玉津村       |                             |                            |                            | 1955年1月15日 合併為守山町  | 1970年7月1日 改制為守山市   | 1970年7月1日 改制為守山市      | 1970年7月1日 改制為守山市      |
| 河西村       |                             |                            |                            | 1955年1月15日 合併為守山町  | 1970年7月1日 改制為守山市   | 1970年7月1日 改制為守山市      | 1970年7月1日 改制為守山市      |
| 速野村       |                             |                            |                            | 1955年1月15日 合併為守山町  | 1970年7月1日 改制為守山市   | 1970年7月1日 改制為守山市      | 1970年7月1日 改制為守山市      |
| 中洲村       | 中洲村                      | 中洲村                     | 中洲村                     | 1957年3月1日 併入守山町     | 1970年7月1日 改制為守山市   | 1970年7月1日 改制為守山市      | 1970年7月1日 改制為守山市      |
| 中洲村       | 中洲村                      | 中洲村                     | 中洲村                     | 1957年3月1日 併入中主町     | 中主町                      | 2004年10月1日 合併為野洲市     | 2004年10月1日 合併為野洲市     |
| 兵主村       | 兵主村                      | 兵主村                     | 兵主村                     | 1955年4月1日 合併為中主町   | 中主町                      | 2004年10月1日 合併為野洲市     | 2004年10月1日 合併為野洲市     |
| 中里村       |                             |                            |                            | 1955年4月1日 合併為中主町   | 中主町                      | 2004年10月1日 合併為野洲市     | 2004年10月1日 合併為野洲市     |
| 野洲村       | 1911年10月17日 改制為野洲町 | 1942年5月20日 合併為野洲町 | 1942年5月20日 合併為野洲町 | 1955年4月1日 合併為野洲町   | 1955年4月1日 合併為野洲町   | 2004年10月1日 合併為野洲市     | 2004年10月1日 合併為野洲市     |
| 三上村       |                             | 1942年5月20日 合併為野洲町 | 1942年5月20日 合併為野洲町 | 1955年4月1日 合併為野洲町   | 1955年4月1日 合併為野洲町   | 2004年10月1日 合併為野洲市     | 2004年10月1日 合併為野洲市     |
| 篠原村       |                             |                            |                            | 1955年4月1日 合併為野洲町   | 1955年4月1日 合併為野洲町   | 2004年10月1日 合併為野洲市     | 2004年10月1日 合併為野洲市     |
| 義王村       | 1894年8月22日 更名為祇王村  | 1894年8月22日 更名為祇王村 | 1894年8月22日 更名為祇王村 | 1955年4月1日 合併為野洲町   | 1955年4月1日 合併為野洲町   | 2004年10月1日 合併為野洲市     | 2004年10月1日 合併為野洲市     |
| 北里村       | 北里村                      | 北里村                     | 北里村                     | 1955年3月3日 併入近江八幡市 | 1955年3月3日 併入近江八幡市 | 2010年3月21日 合併為近江八幡市 | 2010年3月21日 合併為近江八幡市 |